# Pęczakówka
Pęczakówka – wzgórze w Beskidzie Wyspowym, w miejscowości Kisielówka. Wznosi się tuż po północnej stronie rzeki Łososina, nad skrzyżowaniem dwóch dróg; drogi z Łososiny Górnej do Tymbarku i drogi z Piekiełka do Rupniowa. Wysokość względna Pęczakówki nad korytem rzeki Łososina wynosi 150 m. Pęczkówkę ze wszystkich stron opływają dwa potoki uchodzące do Łososiny. Wzgórze jest zalesione, ale na południowo-wschodnich stokach jest na nim duża polana.